# Old Minster
L’Old Minster (« Vieux Monastère ») était la cathédrale saxonne du diocèse de Wessex puis de celui de Winchester de 648 à 1093. Elle se trouvait au nord de l'actuelle cathédrale de Winchester, qui la recouvre aujourd'hui partiellement.

## Histoire
L'édifice en pierre a été construit en 648 pour le roi de Wessex Cenwalh et l'évêque Birin. Il fut choisi comme cathédrale du diocèse en 660, fut agrandi et redécoré au fil des décennies. Swithun fut inhumé dans son cimetière en 862. Au Xe siècle, Old Minster devint le prieuré d'une communauté de Bénédictins.
En 901, on agrandit l'édifice d'un nouveau monastère, le New Minster. Dans le contexte des réformes monastiques des années 970, l'évêque Æthelwold de Winchester et son successeur Alphège reconstruisirent presque entièrement le monastère, pour lui donner des dimensions bien supérieures. La nouvelle chapelle, alors peut-être la plus grande d'Europe, abrita les reliques de Swithun. Mais à l'issue de la conquête normande, l'évêque Vauquelin fit édifier une cathédrale auxiliaire et Old Minster fut rasé en 1093 : on y ré-inhuma plusieurs rois du Wessex et d’Angleterre, ainsi que des évêques.
Old Minster a fait l'objet de fouilles dans les années 1960. Les contours de l'édifice disparu sont désormais repérés au sol par une allée en brique qui traverse le cimetière adjacent à la Cathédrale de Winchester. Le premier tombeau de Saint Swithun est également signalé. Les artefacts archéologiques mis au jour sont exposés dans le Winchester City Museum. Les restes des monarques, prélevés dans la cathédrale, ont été regroupés dans un ossuaire autour du chœur.